# Aspergillus heyangensis
Aspergillus heyangensis är en svampart som beskrevs av Z.T. Qi, Z.M. Sun & Yu X. Wang 1994. Aspergillus heyangensis ingår i släktet Aspergillus och familjen Trichocomaceae.   Inga underarter finns listade i Catalogue of Life.